# Angelo Martha
Angelo Martha (ur. 29 kwietnia 1982 w Amsterdamie) – antylski piłkarz występujący na pozycji obrońcy. Brat innych piłkarzy, Benjamina Marthy i Eugene’a Marthy.

## Kariera klubowa
Martha zawodową karierę rozpoczynał w SC Cambuur, grającym w Eerste Divisie. W tych rozgrywkach zadebiutował 27 września 2002 w wygranym 3:2 meczu z FC Dordrecht, w którym strzelił także gola. W Cambuurze od czasu debiutu był graczem rezerwowym. Przez dwa sezony rozegrał tam 19 ligowych spotkań i zdobył jedną bramkę. W 2004 roku odszedł do innego drugoligowego zespołu – MVV Maastricht. Spędził tam kolejne półtora roku, w ciągu którego zagrał w 36 ligowych meczach.
W styczniu 2006 podpisał kontrakt z klubem występującym w Eredivisie – ADO Den Haag. W Eredivisie zadebiutował 8 lutego 2006 w przegranym 0:3 pojedynku z NAC Breda. W ADO grał przez półtora sezonu. W sumie rozegrał tam pięć ligowych spotkań. Po sezonie 2006/2007, w którym ADO spadło do Eerste Divisie, odszedł z klubu. Trafił do pierwszoligowego Willem II Tilburg. W jego barwach zadebiutował dopiero 6 marca 2009 w wygranym 1:0 ligowym spotkaniu ze Spartą Rotterdam. W Willem występował do końca sezonu 2008/2009.
W lipcu 2009 został zawodnikiem drugoligowego FC Den Bosch.

## Kariera reprezentacyjna
Martha, mimo iż urodził się w Holandii, jest reprezentantem Antyli Holenderskich, skąd pochodzi jego rodzina. W drużynie narodowej zadebiutował 27 marca 2008 w wygranym 2:0 meczu eliminacji Mistrzostw Świata 2010 z Nikaraguą. Reprezentacja Antyli Holenderskich odpadła w drugiej rundzie eliminacji Mistrzostw Świata i nie awansowała na turniej główny.